# Виджи Палитходи
Виджи Палитходи (род. 1968, Кожикоде, Керала) — создательница женского профсоюза Asanghaditha Mekhala Thozhilali Union, добившаяся основных прав для продавщиц, включая право сидеть в рабочее время. Она входит в список 100 женщин Би-би-си за 2018 год.
Палитходи боролась за «право сидеть» для женщин, работающих в магазинах, особенно торгующих текстильными изделиями, поскольку им приходилось стоять весь день.

## Жизнь
В 16 лет Виджи устроилась на свою первую работу в ателье по пошиву одежды. Она была мотивирована планами на будущее, в то время как большинство членов семьи работали ради содержания семьи, а её отец тратил деньги на вечеринки и общественные мероприятия. В начале 2000-х годов Виджи организовала встречи, на которых женщины Кожикоде сравнивали свои зарплаты и условия труда. Некоторым из них не разрешалось летом пить воду, а другим не разрешалось ходить в туалет. Даже если в магазине не было покупателей, женщинам платили меньше, если камеры видеонаблюдения снимали их сидящими.
Увидев эту несправедливость, Виджи создала Penkoottu, женскую группу, названную местным словом, означающим «женская дружба» или «женщины друг для друга», группа стала известна в нескольких округах штата Керала. Им удалось успешно бороться за свои права, например, за право продавщиц сидеть. 4 июля 2018 года был принят закон, дающий работающим женщинам ряд прав, после чего Виджи продолжила бороться за многие другие права, которые ещё предстоит получить. Виджи — лидер женской профсоюзной организации Asanghaditha Mekhala Thozhilali Union (AMTU), созданной в 2014 год для того, чтобы решать женские проблемы успешнее, чем это делают традиционные профсоюзы. Некоторые профсоюзные организации при этом утверждают, что они предоставляют пространство для женщин, и женщины должны больше выдвигаться.
Виджи настаивает на использовании слова «рабочий» вместо «персонал» из-за большей силы, ассоциируемой с этим словом.